# Hammar
Hammar (arabsky Haur al Hammār‎) je slané jezero v provinciích Dhī Qār a Basra v jižním Iráku. Má rozlohu 1950 km². Je 120 km dlouhé a maximálně 20 km široké. Dosahuje maximální hloubky 3 m. Vzniklo v 5. století, když se v důsledku silných povodní na Eufratu protrhly hráze a nížina mezi městy Basra a Suk-eš-Šujuch byla zatopena.

## Pobřeží
Jezero je obklobeno bažinatým územím, které je hustě zarostlé rákosem.

## Vodní režim
Na západě do jezera ústí rameno Eufratu a voda odtéká průtokem do řeky Šatt al-Arab. V dubnu a květnu, kdy je hodně vody v Eufratu hladina stoupá a hloubka dosahuje 3 m, v zimě hloubka klesá na 1,5 m.

## Využití
Lodní doprava je možná v jižní části.